# Višći Vrh
Višći Vrh is een plaats in de gemeente Žumberak in de Kroatische provincie Zagreb. De plaats telt 27 inwoners (2001).